# Comuna Izvoarele Sucevei, Suceava
Izvoarele Sucevei (în ucraineană Ізво́ри, transliterat: Izvorî, în germană Iswor) este o comună în județul Suceava, Bucovina, România, formată din satele Bobeica, Brodina și Izvoarele Sucevei (reședința). De asemenea, face parte din regiunea etno-cultural-lingvistică Huțulșcina.

## Geografie
Izvoarele Sucevei se află în extremitatea nordică a României, la granița cu Ucraina, în nord-vestul județului Suceava. Comuna măsoară 8 km pe direcția NV-SE, de-a lungul rîului Suceava și 28 km pe direcția SV-NE, între limitele cu comunele vecine Cîrlibaba și Brodina.
Teritoriul comunei ocupă porțiuni din nordul Obcinei Mestecăniș, la vest și Obcinei Feredeului, la est.
Cea mai mare altitudine se întîlnește în vîrful Hrobi (1.506 m), iar cea mai mică în punctul Gura Cununii (790 m), acolo unde rîurile Brodina și Pohonișoara părăsesc teritoriul comunei.
În extremitatea nordică a comunei se află un punct de trecere a frontierei în Ucraina.
Principalele drumuri sînt spre Cîmpulung Moldovenesc (56km, peste pasul Izvor, 1.130 m altitudine), Rădăuți (80 km, peste pasul Pohoniș, situat la 1.227 m altitudine) și spre Cîrlibaba (33 km, peste pasul Bobeica, 1.227 m altitudine).
Izvoarele Sucevei are parte de un climat temperat-continental moderat, cu influențe subbaltice. 75% din teritoriul comunei e ocupat de păduri, iar 20% de pășuni și fînețe.
Fauna cuprinde: cerbul carpatin, rîsul, cocoșul de munte, lupul, ursul brun. Se pare că s-au întîlnit și zimbri, pînă spre sfîrșitul sec. XIX.

## Demografie
Componența etnică a comunei Izvoarele Sucevei
     Ucraineni (76,92%)
     Români (14,01%)
     Alte etnii (0,15%)
     Necunoscută (8,92%)
Componența confesională a comunei Izvoarele Sucevei
     Ortodocși (87,8%)
     Adventiști (2,87%)
     Alte religii (0,25%)
     Necunoscută (9,07%)
Conform recensământului efectuat în 2021, populația comunei Izvoarele Sucevei se ridică la 1.984 de locuitori, în scădere față de recensământul anterior din 2011, când fuseseră înregistrați 2.063 de locuitori. Majoritatea locuitorilor sunt ucraineni (76,92%), cu o minoritate de români (14,01%), iar pentru 8,92% nu se cunoaște apartenența etnică. Din punct de vedere confesional, majoritatea locuitorilor sunt ortodocși (87,8%), cu o minoritate de adventiști (2,87%), iar pentru 9,07% nu se cunoaște apartenența confesională.

## Politică și administrație
Comuna Izvoarele Sucevei este administrată de un primar și un consiliu local compus din 11 consilieri. Primarul, Leonard-Tiberiu Mehnu[*], de la Partidul Social Democrat, este în funcție din 1 noiembrie 2024. Începând cu alegerile locale din 2024, consiliul local are următoarea componență pe partide politice:
|  | Partid                           | Consilieri | Componența Consiliului | Componența Consiliului | Componența Consiliului | Componența Consiliului |
|  | -------------------------------- | ---------- | ---------------------- | ---------------------- | ---------------------- | ---------------------- |
|  | Partidul Național Liberal        | 4          |                        |                        |                        |                        |
|  | Partidul Social Democrat         | 4          |                        |                        |                        |                        |
|  | Uniunea Ucrainenilor din România | 1          |                        |                        |                        |                        |
|  | Alianța pentru Unirea Românilor  | 1          |                        |                        |                        |                        |
|  | Alianța Dreapta Unită            | 1          |                        |                        |                        |                        |

## Istoric
Satul a fost întemeiat în secolul al XVIII-lea de către huțuli veniți din Pocuția.
De-a lungul timpului, Izvoarele Sucevei a făcut parte din Moldova (1742-1774), Austro-Ungaria (1774-1918) și România (din 1918).
Din secolul XIX pînă la primul război mondial populația satului era majoritar germană, a doua etnie ca număr reprezentînd-o huțulii.
Între decembrie 1918 și iunie 1919 a făcut parte din Republica Huțulă, stat cu capitala în orașul Frasin (Iasinia) (astăzi aflat în Regiunea Transcarpatia a Ucrainei), nerecunoscut și dizolvat de Armata Română în vara anului 1919.
Este formată din mai multe cătune precum:Priciuca, Calela, Arșița, Oglinda, Salaș, Hrabusna, Buc, Cununa, Hrebeni,  Hrobi, Cobilioara,  Ploșcii, Pohoniș, Aluniș, Eme, Ili.

## Cultura

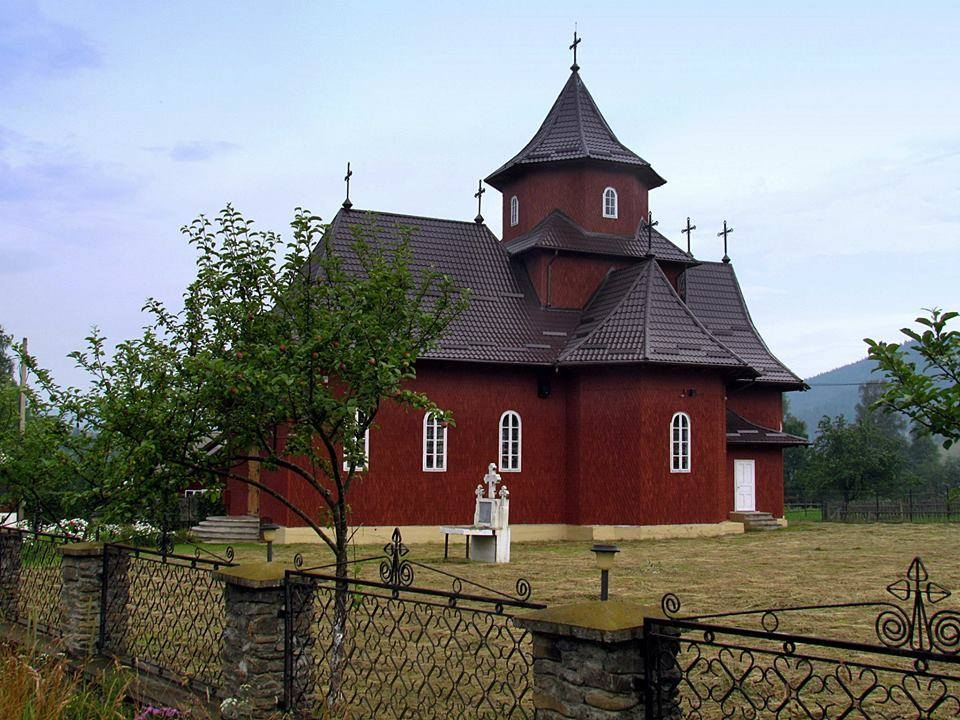
Biserica Sf. Ilie din Izvoarele Sucevei

Din comuna Izvoarele Sucevei sînt originari inginerul parizian Nicolae Droniuc (Микола Дрoнюк, de la Laboratoire central des ponts et chaussées, Paris), pictorul Vasile Hutopila (Василь Гoтoпилo) și traducătoarea Anna-Halea Horbaci (Анна-Галя Горбач).

## Personalități născute aici
- Zeev Sherf (1906 - 1984), politician din Israel;
- Emil Săculeț (1915 - 1976), compozitor din Israel;;
- Anna-Halea Horbaci (1924 - 2011), scriitoare ucraineană.